# Yoon Kye-sang
Yoon Kye-sang (Seúl; 20 de diciembre de 1978) es un cantante y actor surcoreano.

## Vida personal
Yoon es el más joven de dos hermanos en su familia.
En diciembre de 2000, Yoon (entonces un miembro de g.o.d) recibió una bebida envenenada de un supuesto fan. Su madre la bebió y tuvo que ser sometida a un lavado de estómago.
Junto a tres amigos abrieron el primer cereal cafe cum bar en Seúl llamado Midnight in Seoul, que se ha convertido en una franquicia. El principio de la pequeña empresa, se convirtió en viral en los medios sociales dentro de Corea del Sur debido a su popularidad con los K-pop idols que frecuentaban el lugar y publicaban fotos en línea. El actor y ex 2AM, Jo Kwon se convirtió en presidente de la franquicia, mientras que Yoon y sus amigos siguen siendo los propietarios del café original.
En febrero de 2013, su agencia confirmó que estaba en una relación con la actriz y modelo surcoreana Lee Ha-nui, sin embargo en junio de 2020 la pareja anunció que la relación había terminado después de siete años.
En abril de 2021 Yoon reveló que el año pasado se había sometido a una importante cirugía, después de que le detectaran un aneurisma cerebral en una etapa temprana.
En junio del mismo año se anunció que estaba saliendo con la directora ejecutiva de una marca de belleza que es cinco años menor que él. En agosto de 2021 se anunció que la pareja se había comprometido y el 13 de agosto del mismo año la pareja registró su matrimonio. El 19 de abril de 2022, su agencia anunció que la ceremonia sería realizada el 9 de junio del mismo año en el The Shilla Hotel en Jangchung.

## Carrera
Es miembro de la agencia JUST Entertainment (저스트엔터테인먼트) desde el 2021. Previamente fue miembro de la agencia "Saram Entertainment" de agosto de 2013 hasta junio de 2020 y de la agencia JYP Entertainment.

### Música
Comenzó su carrera en 1999 como parte de la banda de K-pop g.o.d, dejó el grupo en 2004 y persiguió una carrera en la actuación. Sin embargo justo después de dejar el grupo y en medio del punto más alto de su popularidad tuvo que interrumpir su carrera como actor para cumplir con su servicio militar obligatorio.

### Televisión y cine
Debutó como actor en la película Flying  Boys (2004), por la cual ganó el premio a Mejor Actor Nuevo en los Baeksang Arts Awards.  Se mantuvo activo tanto en la televisión como el cine, en comedias románticas como My 19 Year Old Sister-in-Law (2004) y Who Are You? (2008) y el melodrama Crazy for You (2007), así como en las películas The Moonlight of Seoul (2008) y The Executioner  (2009). Después de un papel de reparto en la exitosa serie The Greatest Love (2011), regresó a la pantalla grande con la cinta indie Poongsan (2011).
El 29 de noviembre de 2019 se unió al elenco principal de la serie Chocolate donde dio vida al neurocirujano Lee Kang, hasta el final de la serie el 18 de enero del 2020.
En noviembre de 2020 se anunció que estaba en pláticas para unirse al elenco principal de la serie You Are My Spring donde podría dar vida al psiquiatra Joo Young-do, sin embargo el 31 de diciembre del mismo año, la cadena tvN anunció que había rechazado el papel debido a conflictos de programación.
En octubre de 2021 se unirá al elenco principal de la serie Crime Puzzle donde interpretará al misterioso Han Seung-min, un profesor estrella en la academia de policía que de repente asciende en las filas del campo de la psicología criminal del mundo con la tesis que escribió cuando tenía 20 años, pero que con una repentina confesión de asesinato, queda confinado en prisión con cadena perpetua. Originalmente se le había ofrecido el papel al actor Park Hae-jin pero lo rechazó.
En mayo de 2022 se unió al elenco principal de la serie Besos y presagios con el papel de Cha Min-hoo.

## Filmografía

### Series
| Año     | Título                                 | Papel                                        | Red      | Ref                  |
| ------- | -------------------------------------- | -------------------------------------------- | -------- | -------------------- |
| 2001    | New Nonstop                            |                                              | MBC      |                      |
| 2004    | My 19 Year Old Sister-in-Law           | Kang Seung-jae                               | SBS      |                      |
| 2007    | Crazy for You                          | Kim Chae-joon                                | SBS      | [ 32 ] [ 33 ]        |
| 2008    | Who Are You?                           | Cha Seung hyo                                | MBC      | [ 34 ]               |
| 2009    | Triple                                 | Jang Hyun-tae                                | MBC      | [ 35 ]               |
| 2010    | Road No. 1                             | Shin Tae-ho                                  | MBC      | [ 36 ] [ 37 ]        |
| 2011    | The Greatest Love                      | Yoon Pil joo                                 | MBC      | [ 38 ]               |
| 2011    | High Kick: Revenge of the Short Legged | Yoon Kye sang                                | MBC      | [ 39 ]               |
| 2013    | Potato Star 2013QR3                    | Cirujano Kye sang (cameo, episodios 9 y 10). | tvN      |                      |
| 2014    | The Full Sun                           | Jung Se-ro/Lee Eun-soo                       | KBS2     | [ 40 ] [ 41 ]        |
| 2015    | Last                                   | Jang Tae-ho                                  | JTBC     | [ 42 ]               |
| 2016    | The Good Wife                          | Seo Joong-won                                | tvN      | [ 43 ]               |
| 2019-20 | Chocolate                              | Lee Kang                                     | JTBC     |                      |
| 2021    | Crime Puzzle                           | Han Seung-min                                | Olleh TV | [ 44 ]               |
| 2022    | Besos y presagios                      | Cha Min-hoo                                  | Disney+  | [ 45 ] [ 46 ] [ 47 ] |
| 2023    | The Kidnapping Day                     | Kim Myung-joon                               | ENA      | [ 48 ] [ 49 ] [ 50 ] |
| 2024    | Nadie en el bosque                     | Gu Sang-jun                                  | Netflix  | [ 51 ] [ 52 ]        |
| 2025    | La jugada ganadora                     | Joo Ga-ram                                   | SBS      | [ 53 ] [ 54 ]        |

### Cine
| Año  | Título                         | Papel         | Ref                                       |
| ---- | ------------------------------ | ------------- | ----------------------------------------- |
| 2004 | Flying Boys                    | Kang Min-jae  |                                           |
| 2008 | Lovers of Six Years            | Kim Jae-young |                                           |
| 2008 | La luz de la Luna de Seúl      | Kim Seung-woo | [ 55 ]                                    |
| 2009 | The Executioner                | Oh Jae-kyung  | [ 56 ]                                    |
| 2010 | Come, Closer                   | Hyun-ah       | [ 57 ] [ 58 ]                             |
| 2011 | Poongsan                       | Poongsan      | [ 59 ] [ 60 ] [ 61 ] [ 62 ] [ 63 ] [ 64 ] |
| 2013 | One Perfect Day (cortometraje) | Onu-cheol     | [ 65 ]                                    |
| 2013 | Hello My Love                  |               | [ 66 ]                                    |
| 2014 | Red Carpet                     | Park Jung-woo | [ 67 ] [ 68 ]                             |
| 2015 | Minority Opinion               | Yoon Jin-won  | [ 69 ] [ 70 ]                             |
| 2015 | A Dramatic Night               | Yoo Jung-hoon | [ 71 ] [ 72 ]                             |
| 2016 | The Bacchus Lady               | Do-hoon       | [ 73 ] [ 74 ]                             |
| 2017 | The Outlaws                    | Jang Chen     | [ 75 ]                                    |
| 2018 | Golden Slumber                 | Moo yeol      | [ 76 ]                                    |
| 2019 | Mal-Mo-E: The Secret Mission   | Ryu Jung-hwan |                                           |
| 2021 | Spiritwalker                   | Kang I-an     | [ 77 ]                                    |

### Programas de variedades
| Año  | Título            | Ref.   |
| ---- | ----------------- | ------ |
| 2021 | Hang Out With Yoo | [ 78 ] |
| 2021 | Amazing Saturday  | [ 79 ] |

### Revistas / sesiones fotográficas
| Año  | Título   | Notas                 |
| ---- | -------- | --------------------- |
| 2021 | GQ Korea | (publicación de mayo) |